# Número de Fourier
Em física e engenharia, o número de Fourier (Fo) ou módulo de Fourier, em homenagem a Joseph Fourier, é um número adimensional que caracteriza a condução de calor. Conceptualmente, é a razão entre a taxa de condução de calor para a taxa de armazenamento de energia térmica. A definição é dada por:
{\displaystyle Fo={\alpha  \over {L_{c}}^{2}}t}
Onde:   
{\displaystyle \alpha } = difusividade térmica  {\displaystyle ({m^{2} \over s})};
{\displaystyle t} = tempo característico {\displaystyle (s)};
{\displaystyle {L_{C}}={\frac {Volume}{A_{\rm {superficie}}}}}.
No verbete número de Biot foi demonstrado o método da capacitância global, sendo possível chegar na expressão para o cálculo da temperatura atingida pelo sólido em qualquer tempo:
{\displaystyle {\theta  \over \theta _{i}}={(T-T\infty ) \over (Ti-T\infty )}={exp[{-hAs \over \rho VCp}t]}}
Tendo a definição de comprimento característico {\displaystyle {L_{C}}}, o termo {\displaystyle {hAs \over \rho VCp}t} pode tomar uma nova forma:
{\displaystyle {hAs \over \rho VCp}t={h \over \rho L_{c}Cp}t={hL_{c}k \over k\rho Cp{L_{c}}^{2}}t={hL_{c}\alpha  \over k{L_{c}}^{2}}t=Bi.Fo}
Onde:
{\displaystyle \mathrm {Bi} ={\frac {hL_{c}}{\ k}}} = número de Biot;
{\displaystyle k} = condutividade térmica {\displaystyle ({W \over m.K})}.
Número de Fourier é um adimensional que, com o número de Biot, caracteriza problemas de condução transiente. Um número de Fourier alto indica que a condução térmica é predominante sobre o armazenamento de calor, o que significa que as mudanças de temperatura se propagam rapidamente no material. Por outro lado, um número de Fourier baixo sugere que o armazenamento de calor é mais significativo do que a condução, resultando em variações de temperatura mais lentas. Relacionando com os termos da equação, quanto maior a difusividade térmica, mais rapidamente o calor se difunde no material, pois essa é uma medida da capacidade de um material de conduzir calor. Portanto, quanto maior a difusividade térmica, maior será o número de Fourier, indicando uma transferência de calor mais rápida. Além disso, é notável que, com o aumento do tempo, o número de Fourier aumenta, indicando uma quantidade maior de calor transferido em relação à capacidade de armazenamento de calor do material. No que diz respeito ao comprimento característico, que é uma medida do tamanho físico do objeto ou sistema onde ocorre a transferência de calor, a relação inversamente proporcional com o número de Fourier é devida ao fato de que quando a dimensão característica é menor, implica em uma menor capacidade de armazenamento de calor no sólido, o que sugere uma predominância da condução de calor sobre a capacidade de armazenamento de calor do material. Isso resulta em um número de Fourier alto.
O número de Fourier é essencial para entender e prever como o calor se propaga em materiais durante variações de temperatura ao longo do tempo. Ele influencia diretamente a resposta temporal dos sistemas térmicos, auxiliando na análise e no projeto de sistemas que envolvem processos transientes de condução de calor. Há diversos processos naturais e industriais envolvem mudanças rápidas de temperatura conforme o tempo, como solidificação de metais durante processos de fundição, resfriamento de alimentos após o cozimento e resfriamento de materiais durante o processo de têmpera. 